# バレーボールコスタリカ女子代表
バレーボールコスタリカ女子代表（バレーボールコスタリカ じょしだいひょう）は、バレーボールの国際大会で編成されるコスタリカの女子バレーボールナショナルチームである。

## 歴史
1970年に国際バレーボール連盟へ加盟。大陸選手権初出場は1989年北中米選手権で7位。最高成績は2001年の5位。
2002年世界選手権北中米大陸予選はグループ最下位で敗退。世界選手権には2006年大会で初出場を果たし、2010年大会にも2大会連続で出場。いずれも17位の成績を残した。

## 過去の成績

### オリンピックの成績
- 出場なし

### 世界選手権の成績
- 2002年 - 北中米予選敗退
- 2006年 - 17位
- 2010年 - 17位

### 北中米選手権の成績
- 1989年 - 7位
- 1997年 - 7位
- 1999年 - 7位
- 2001年 - 5位
- 2003年 - 6位
- 2007年 - 7位
- 2009年 - 7位

## 歴代代表選手
- ベラニア・ウィリス
- アンヘラ・ウィリス